# Вызволенье (Дзержинский район)
Вызволе́нье (бел. Вызвале́нне) — деревня в составе Демидовичского сельсовета Дзержинского района Минской области Белоруссии. Деревня расположена в 20 километрах от Дзержинска, 60 километрах от Минска и 22 километрах от железнодорожной станции Койданово.

## История
Образована в 1920-е годы, как посёлок. С 20 августа 1924 года деревня в составе Новосадского сельсовета (с 23 марта 1932 года по 14 мая 1936 года — польского национального сельсовета) Койдановского района Минского округа, с 29 июня 1932 года Койдановский район стал именоваться Дзержинским. 31 июля 1937 года Дзержинский польский национальный район был упразднён, территория сельсовета передана в состав Заславского района. С 20 февраля 1938 года посёлок в составе Минской области, с 4 февраля 1939 года в составе восстановленного Дзержинского района. В годы коллективизации был организован колхоз «Ленинский призыв», действовала кузница.
В годы Великой Отечественной войны была оккупирована немецко-фашистскими захватчиками с 28 июня 1941 по 6 июля 1944 года. С 16 июля 1954 года деревня передана из составе Новосадского в состав Вертниковского сельсовета, с 8 апреля 1957 года находится в составе Демидовичского сельсовета. В 1960 году проживали 47 жителей, посёлок входил в состав совхоза «Демидовичи», в 1988 году насчитывается 6 хозяйств, 8 жителей. В 1994—2007 годах находилась в составе УП «Демидовичи» (бывший совхоз).

## Население
| Численность населения (по годам) | Численность населения (по годам) | Численность населения (по годам) | Численность населения (по годам) | Численность населения (по годам) | Численность населения (по годам) | Численность населения (по годам) | Численность населения (по годам) | Численность населения (по годам) | Численность населения (по годам) |
| 1960                             | 1988                             | 1991                             | 1999                             | 2004                             | 2009                             | 2017                             | 2018                             | 2020                             | 2022                             |
| -------------------------------- | -------------------------------- | -------------------------------- | -------------------------------- | -------------------------------- | -------------------------------- | -------------------------------- | -------------------------------- | -------------------------------- | -------------------------------- |
| 47                               | ↘ 8                              | ↘ 7                              | ↗ 8                              | ↘ 4                              | → 4                              | → 4                              | → 4                              | ↗ 5                              | ↗ 7                              |